# Sofia Carson
Sofia Carson (Fort Lauderdale, 1993. április 10. –) amerikai énekesnő és színésznő. 
Az Utódok (2015) című filmben szerepelt először Evie-ként, a gonosz királynő lányaként, ezután az Utódok: Komisz világ című animációs sorozatban is ő volt Evie hangja. A Két bébiszitter kalandjai című 2016-os tévéfilmben Lolát alakította. Később a Soy Luna című telenovellában tűnt fel önmagaként egy rész erejéig. 
Megjelent két dala, a Love Is the Name és az I'm Gonna Love You.

## Élete és pályafutása

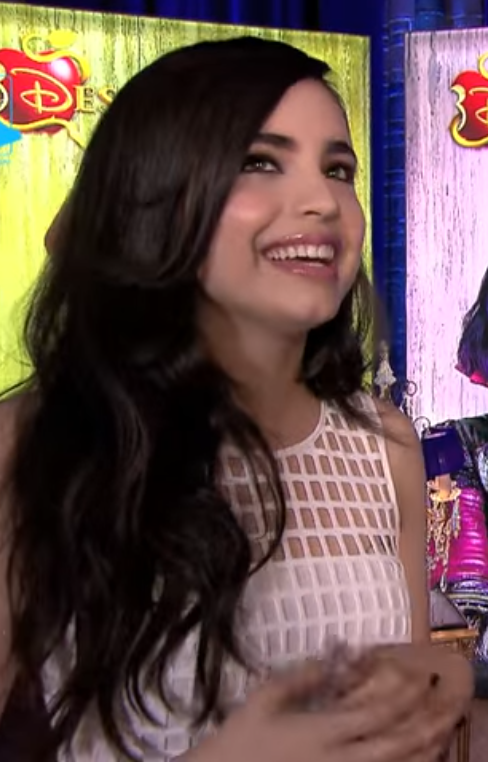
2015-ben

1993. április 10-én született Fort Lauderdale-ben, Floridában, Jose Daccarett  és Laura Char Carson kolumbiai bevándorlók gyermekeként. Hároméves korában kezdett táncórákra járni, majd 2001-ben, nyolcévesen eljátszotta Dorothyt egy miami Óz, a csodák csodája-előadáson.

## Filmográfia

### Film
| Év   | Magyar cím                     | Eredeti cím                          | Szerep                     | Magyar hang        |
| ---- | ------------------------------ | ------------------------------------ | -------------------------- | ------------------ |
| 2016 | Tini: Violetta átváltozása     | Tini: El gran Cambio de Violetta     | Melanie Sanchez            | Kardos Eszter      |
| 2016 |                                | A Cinderella Story: If the Shoe Fits | Tessa / Bella              |                    |
| 2020 | Táncra fel!                    | Feel the Beat                        | April Dibrina              | Csifó Dorina       |
| 2020 | Kanári                         | Songbird                             | Sara                       | Molnár Ilona       |
| 2021 | My Little Pony: Az új nemzedék | My Little Pony: A New Generation     | Pipp Petals (hangja)       | Faluvégi Fanni     |
| 2022 | Bíbor szívek                   | Purple Hearts                        | Cassandra "Cassie" Salazar | Bogdányi Titanilla |
| 2022 |                                | If You Have                          | önmaga                     |                    |
| 2024 | Kézipoggyász                   | Carry-On                             | Nora Parisi                | Mikecz Estilla     |
| 2025 | Álomlista                      | The Life List                        | Alexandra "Alex" Rose      | Bogdányi Titanilla |
| 2025 | Az oxfordi évem                | My Oxford Year                       | Anna De La Vega            | Kanyó Kata         |

### Televízió
| Év        | Magyar cím                                | Eredeti cím                             | Szerep             | Magyar hang                | Megjegyzések  |
| --------- | ----------------------------------------- | --------------------------------------- | ------------------ | -------------------------- | ------------- |
| 2014      | Austin és Ally                            | Austin & Ally                           | Chelsea            | Gulás Fanni[forrás?]       | 1 epizód      |
| 2014      |                                           | Faking It                               | Soleil             |                            | 1 epizód      |
| 2015      | Utódok                                    | Descendants                             | Evie               | Kardos Eszter              | tévéfilm      |
| 2015–2017 | Utódok: Komisz világ                      | Descendants: Wicked World               | Evie (hangja)      | Kardos Eszter              | főszereplő    |
| 2016      |                                           | Walk the Prank                          | önmaga             |                            | 1 epizód      |
| 2016      | Két bébiszitter kalandjai                 | Adventures in Babysitting               | Lola Perez         | Czető Zsanett              | tévéfilm      |
| 2016–2018 | Soy Luna                                  | Soy Luna                                | önmaga             | Sipos Eszter Anna[forrás?] | 3 epizód      |
| 2017      | Utódok 2.                                 | Descendants 2                           | Evie               | Kardos Eszter              | tévéfilm      |
| 2017      | Marvel Pókember                           | Marvel's Spider-Man                     | Homoklány (hangja) | Berkes Boglárka            | 2 epizód      |
| 2018      |                                           | Famous in Love                          | Sloane             |                            | 4 epizód      |
| 2019      | Hazug csajok társasága: A perfekcionisták | Pretty Little Liars: The Perfectionists | Ava Jalali         |                            | főszereplő    |
| 2019      |                                           | Celebrity Family Feud                   | önmaga             |                            | versenyző     |
| 2019      | Utódok 3.                                 | Descendants 3                           | Evie               | Kardos Eszter              | tévéfilm      |
| 2020      | Elena, Avalor hercegnője                  | Elena of Avalor                         | Maliga (hangja)    |                            | 1 epizód      |
| 2020      |                                           | The Disney Family Singalong             | önmaga             |                            | különkiadás   |
| 2020      |                                           | Group Chat                              | önmaga             |                            | 1 epizód      |
| 2021      | Utódok: A királyi esküvő                  | Descendants: The Royal Wedding          | Evie (hangja)      | Kardos Eszter              | különkiadás   |
| 2023      |                                           | The Muppets Mayhem                      | önmaga             |                            | 1 epizód      |
| 2023      |                                           | American Idol                           | önmaga             |                            | vendég mentor |